# Besiedlung Amerikas

Karte der Ausbreitung des Menschen basierend auf der Out-of-Africa-Theorie; Zahlen in Jahrtausenden vor heute

Unter der Besiedlung Amerikas wird im Allgemeinen die Geschichte der Besiedlung des amerikanischen Kontinents verstanden, das heißt die Geschichte der Einwanderungen im Unterschied zu bloßen Entdeckungen Amerikas ohne Niederlassungen. Sie ist unter Linguisten, Archäologen, Anthropologen, Genetikern und Ethnologen nach wie vor viel diskutiert, vor allem der Zeitpunkt, aber auch die Route. Nach gesichertem Forschungsstand gab es am Ende der letzten Eiszeit – in Nordamerika als Wisconsin glaciation (Wisconsin-Eiszeit) bezeichnet – vor nicht mehr als 15.000 Jahren mehrere Einwanderungswellen aus Sibirien. Ältere Datierungen von Funden sind wissenschaftlich umstritten.
Genetische Untersuchungen weisen darauf hin, dass die Vorfahren der rezenten Amerikaner den Kontinent frühestens vor 18.000 Jahren erreicht haben. Für ihre Abschätzung hatten die Forscher bestimmte Regionen des Y-Chromosoms bei der heutigen amerikanischen Urbevölkerung untersucht. Hier entdeckten sie eine Mutation, die auch heutige Asiaten tragen, die vermutlich vor 18.000 Jahren im menschlichen Erbgut auftrat. Die Trennung zwischen Asiaten und Amerikanern müsste demnach später erfolgt sein.

## Theorien zur Erstbesiedlung
Seit den 1930er Jahren und der Entdeckung der Clovis-Kultur gingen die meisten Wissenschaftler davon aus, dass die Erstbesiedlung Amerikas nach Ende der Eiszeit vor 11.500 bis 10.000 Jahren über die Beringia-Landbrücke erfolgte. Anhand von Radiokohlenstoffdaten sind gesicherte Funde des so genannten Nenana Complex in Alaska auf bis zu 11.500 BP datiert. Noch ältere Datierungen wurden im Jahre 2011 von Ausgrabungen an der „Debra L. Friedkin Site“ in Texas bekannt, wo Fundschichten mit Steinwerkzeugen zwischen 15.500 und 13.200 Jahren vor 1950 datiert wurden. Obwohl damit die Frage der Einwanderung über Alaska archäologisch nicht direkt belegt ist, ist der „Beringiakorridor“ nach wie vor die allgemein anerkannte Theorie zur Besiedlung des amerikanischen Kontinents.
Heute tendieren Anthropologen und Archäologen gestützt auf sowohl genetische Analysen wie linguistische Untersuchungen, zu mindestens drei Einwanderungswellen von Sibirien her:
- Die erste und mit Abstand bedeutendste Welle, im späten Pleistozän am Ende der Eiszeit vor rund 15.500 Jahren, als noch Mammuts, Pferde und Riesenfaultiere den Kontinent bevölkerten.
- Die zweite Welle brachte die Vorfahren der Na-Dené-Indianer, die sich vor allem in Alaska und im westlichen Kanada niederließen. Einige Gruppen, die Vorfahren der Diné- und Apachen-Indianer, zogen im Laufe der Jahrtausende bis in den Südwesten der heutigen USA.
- Mit der dritten Welle trafen die Vorfahren der Eskimos, Unungun und Yupik in Alaska ein.

Manche Wissenschaftler nehmen aufgrund linguistischer Analysen zwischen der ersten und der Na-Dené-Welle eine weitere Welle an, mit der die Vorfahren der Algonkin nach Amerika kamen.
Zur Herkunft der ersten Amerika-Siedler wurden folgende Theorien aufgestellt:

### Weitgehend anerkannte Theorien

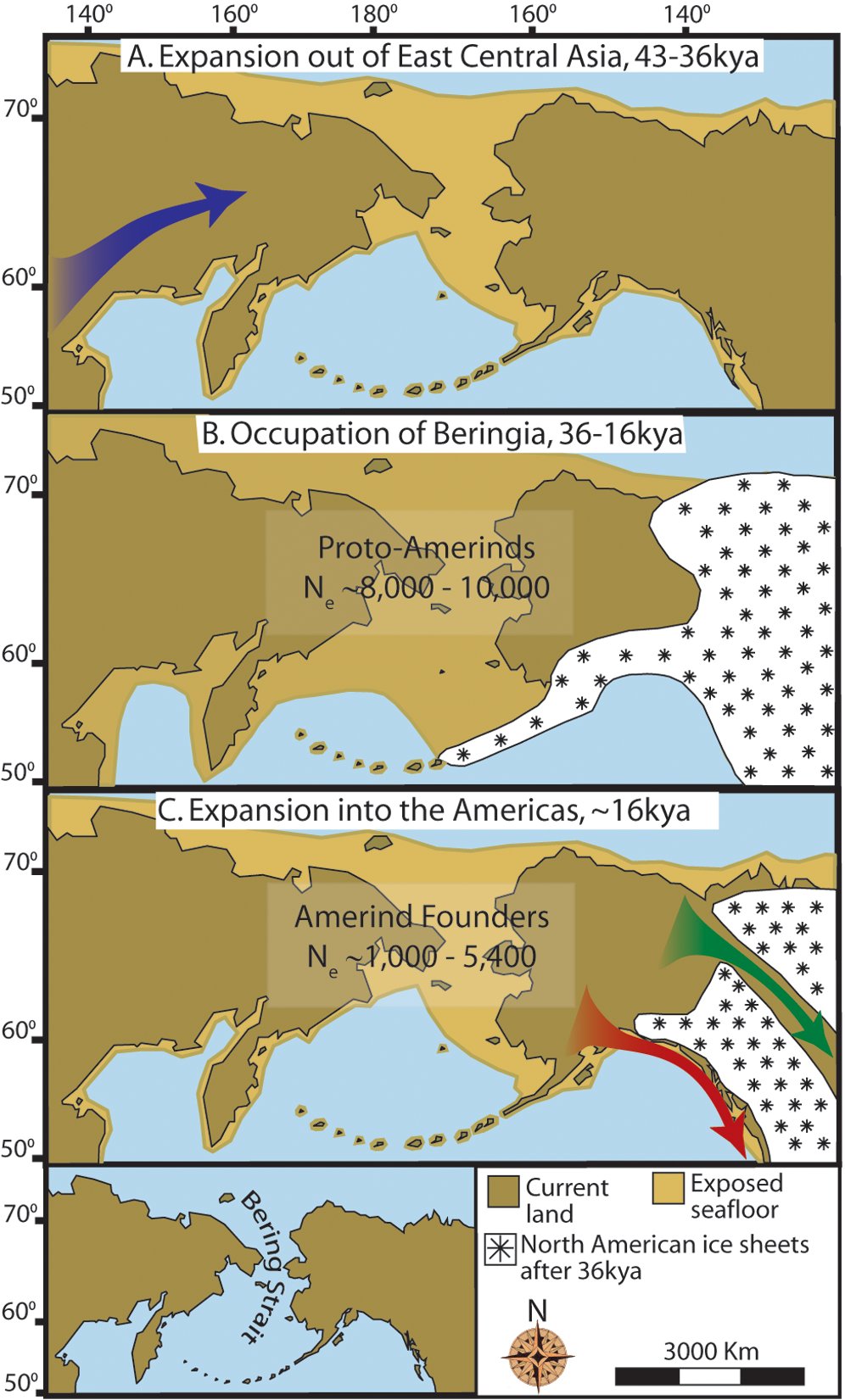
Karte der Beringstraßen-Theorie

- Die Beringstraße-Theorie: Diese Theorie ist die einzige, für die es reichlich archäologische Belege gibt und die daher von den meisten Wissenschaftlern vertreten wird. Sie besagt, dass während der letzten Eiszeit oder erst gegen Ende der Eiszeit, d. h. vor mindestens 11.500 Jahren (höchstens vor 35.000 Jahren) aus Ostasien kommende Jäger und Sammler erstmals den amerikanischen Kontinent betraten. Dort, wo sich heute die Beringstraße befindet, gelangten sie über eine breite Landbrücke (Beringia), die durch den niedrigen Wasserstand während der letzten Eiszeit entstanden war, auf den damals noch menschenleeren Kontinent. Sie wurden aber durch den Laurentidischen Eisschild und die Gletscher der Coast Mountains daran gehindert, vom damals weitgehend eisfreien Alaska weiter nach Süden zu wandern. Erst vor rund 11.500 Jahren öffnete sich ein eisfreier Korridor zwischen den vergletscherten Coast Mountains und dem Laurentidischen Eisschild im heutigen Territorium Yukon. Rund tausend Jahre später trafen die ersten Gruppen an der Südspitze Südamerikas ein. Jüngere Forschungsergebnisse lassen aber vermuten, dass der Korridor erst später für einen Transit nutzbar wurde.[5]

- Die Küsten-Theorie: Gemäß dieser Theorie breiteten sich Seefahrer vor 15.000 bis 13.500 Jahren von Japan und Südostsibirien her kommend entlang der damals schon eisfreien Aleuten und der amerikanischen Westküste aus und besiedelten schließlich den gesamten Kontinent bis zur Südspitze von Feuerland.[6][7] Zwar herrschten damals bis zum erneuten Kälteeinbruch der Jüngeren Dryas schon fast warmzeitliche Klimaverhältnisse, der Nachweis einer frühen Küstenbesiedlung ist aber problematisch, da vor 15.000 bis 13.500 Jahren der Meeresspiegel wesentlich tiefer lag als heute. Eventuelle Fundstellen lägen unter Wasser.

- Eine Kombination von Beringstraße- und Küsten-Theorie hält eine erste – schwache – Einwanderung entlang der Küste vor höchstens 15.000 Jahren für wahrscheinlich, gefolgt von einer weit stärkeren Einwanderung vor rund 11.500 Jahren. Mit dieser kombinierten Theorie lassen sich am ehesten alle archäologischen, anthropologischen und genetischen Untersuchungen in Einklang bringen.

Zahlreiche Funde in Sibirien und Amerika sprechen sowohl für die Beringstraßen-Theorie als auch für die Küsten-Theorie. Um die zeitliche Differenz zwischen dem Aufbruch in Asien vor rund 25.000 Jahren und dem Eintreffen der ersten Menschen in Amerika vor etwa 15.000 Jahren zu erklären, wird ein langer Aufenthalt im Bereich von Beringia diskutiert. Als Grund für den verzögerten Zug gelten die starke Vergletscherung in Amerika und die besondere Eignung Beringias für eine menschliche Besiedelung, weil durch klimatische Faktoren dort eine Tundra-artige Vegetation vorherrschte, die insbesondere Bäume und damit Feuerholz bot.
Große Verunsicherung entstand 1996 durch den Fund des Kennewick-Mannes im US-Bundesstaat Washington. Der Kennewick-Mann ist ein auf etwa 7300 v. Chr. (8410 ± 60 uncal. BP) datiertes Skelett, dessen Merkmale anfänglich als „kaukasoid“, also europäisch, gedeutet wurden. Spätere Untersuchungen sahen eine Vergleichbarkeit mit den Ainu, den Ureinwohnern Japans. 2015 waren erstmals DNA-Analysen möglich, die zeigten, dass der Kennewick-Mann weder besonders mit Europäern noch nahe mit den Ainu verwandt ist, sondern am nächsten mit heutigen Vertretern westamerikanischer Indianerstämme.
Die genetische Verwandtschaft der Ureinwohner Amerikas mit den menschlichen Populationen aus Ostasien ist unumstritten. Sie wurde z. B. 2009 durch eine japanische Genstudie umfassend untersucht. Daraus geht hervor, dass einige Vorfahren von drei Stämmen der südamerikanischen Indianer im Amazonas mit den heutigen australischen Aborigines verwandt waren. Ähnliches gilt für manche nordamerikanischen Ureinwohner, die neben den ostasiatischen Genen auch Merkmale aus frühen Einwanderungswellen aufweisen: Hier bestätigte sich die genetische Verwandtschaft zu den Ainu (vor dem japanischen Genzufluss) und nordostsibirischen Ethnien.
In den Jahren 2002/03 wurden in den Paisley-Höhlen (US-Bundesstaat Oregon) versteinerte Exkremente mit menschlicher aDNA gefunden, die 14.300 Jahre alt sind und deren Gene Gemeinsamkeiten mit Menschen aus Sibirien aufweisen. Diese Tendenz wurde durch die Funde im Buttermilk Creek Complex in Texas bestätigt, die 2011 auf ein Alter von 15.500 bis 13.200 Jahren BP datiert wurden und damit die bislang ältesten menschlichen Funde in Amerika sind. Andere Fundstellen, deren Alter mit mehr als 13.000 Jahren angegeben wurde, wie Steingeräte in den USA oder vermeintliche menschliche Fußabdrücke in Mexiko, haben einer Überprüfung dagegen nicht standgehalten.
Eine 2010 publizierte Studie konnte zeigen, dass sich die spätpleistozänen Bewohner Nordamerikas (Paläoindianer) in morphologischen Merkmalen des Schädels deutlich von den Indianern jüngeren, präkolumbischen Alters unterscheiden. Erstere entsprechen Funden des Shandingdong-Menschen in Zhoukoudian und Melanesiern, die späteren sind enger mit heutigen Asiaten verwandt. Die Verfasser schließen daraus auf zwei Besiedlungswellen, deren letzte gemeinsame Vorfahren in Asien gelebt haben.
Die bislang umfangreichsten Analysen von genetischen Merkmalen der amerikanischen Ureinwohner wurden 2012 publiziert: Sie stützen die Drei-Phasen-Theorie der Einwanderung über Beringia und bestätigen damit frühere genetische, morphologische und linguistische Theorien. Untersucht wurden 364.470 einzelne genetische Merkmale von Angehörigen aus 52 Völkern in allen Teilen des amerikanischen Doppelkontinents, 17 Volksgruppen der östlichen Teile Asiens und weiteren 57 Bevölkerungen in anderen Teilen der Erde als Vergleichsmaterial. Einflüsse von Europäern und Afro-Amerikanern wurden aus den Daten der Indianer herausgerechnet und anschließend ein Neighbor-Joining-Algorithmus angewendet, um Verwandtschaftsgrade zu bestimmen. Der so entstandene Baum gibt mit wenigen Abweichungen die geographische Verteilung der Völker von Sibirien über Alaska und weiter von Nord nach Süd wieder, deckt sich also mit einer direkten und schnellen Ausbreitung der Menschen auf dem amerikanischen Doppelkontinent nach Süden. Abweichungen gibt es in Mittelamerika, wo sie auf sekundäre Bewegungen innerhalb dieses Raumes in rückläufiger Richtung hinweisen. Aus diesem Muster fallen zwei Gruppen heraus: Die Chipewyan passen nur zu 90 % in dieses Schema, so dass die Analysten von einer zweiten Welle von Einwanderern ausgehen, die direkt über den eisfreien Korridor zwischen dem Laurentidischen Eisschild und den vergletscherten Küstengebirgen in das Zentrum Nordamerikas und die späteren Prärie-Regionen vorgedrungen sind. Und die Bewohner der nordamerikanischen Arktis decken sich nur zu 57 % mit den genetischen Daten der ersten Einwanderer, so dass hier die dritte Welle anzunehmen ist. 2014 konnte auch erstmals ein Angehöriger der Clovis-Kultur aus dem einzigen bekannten Clovis-Grab Anzick bei Wilsal, Montana, per DNA-Analyse den Einwanderern aus Asien zugeordnet werden.
Genetische Untersuchungen an 92 Individuen aus der Zeit vor 8600 bis 500 Jahren in Südamerika und Mexiko belegten 2016, dass die Küstengruppe sich ab 14.000 v. Chr. binnen 1400 Jahren bis nach Chile ausbreitete. Außerdem ließ sich zeigen, dass die Vorfahren der Zuwanderer den Kontakt zur sibirischen Bevölkerung zwischen 23.000 und 16.400 v. Chr. verloren.
Genetische Analysen eines Homo sapiens aus dem Jungpaläolithikum mit einem Alter von etwa 24.000 Jahren, dessen Knochen am Baikalsee gefunden wurden, erlauben eine Einordnung der Zuwanderer nach Amerika in die Populationen Eurasiens. Demnach stammen die Ureinwohner Amerikas von einer Bevölkerung ab, die im Norden Eurasiens lebte und sich erst nach der Abspaltung der späteren Amerikaner auch nach West-Europa ausgebreitet hat. Die Analysen lassen die Richtung der genetischen Verbreitung eindeutig festlegen, so dass damit einzelne Übereinstimmungen des Genoms von amerikanischen Ureinwohnern mit der DNA von Europäern erklärt werden können.
Weitere Hinweise auf die Ausbreitung des Menschen in Nordamerika ergeben sich aus einer vergleichenden Datierung von Projektilspitzen verschiedener Typen. Erst seit dem 21. Jahrhundert liegen aus den Paisley-Höhlen datierbare Funde von so genannten Western stemmed points vor, die im Großen Becken und anderen Teilen der Region zwischen den Rocky Mountains im Osten und den pazifiknahen Küstengebirgen im Westen liegen. Sie wurden jetzt als gleichzeitig mit den im ganzen Osten Nordamerikas verbreiteten Clovis-Spitzen erkannt. Demnach hätte eine Einwandererwelle entlang der Küste andere Werkzeuge entwickelt als die Einwanderer in den östlichen Teilen des Kontinents.
Mitte 2015 erschienen zeitgleich zwei Studien in Science und Nature, die sehr kleine DNA-Anteile von Australo-Melanesiern in manchen amerikanischen Ureinwohnern im Amazonas nachwiesen. Beide kommen aber zu unterschiedlichen Interpretationen über die Herkunft dieser DNA-Anteile. Die Nature-Studie stellt Hinweise dar, dass drei Stämme aus dem Amazonasgebiet, die eine Ge-Sprache sprechenden Xavante und die Tupí-Sprachen sprechenden Surui und Karitinana, genetisch nah mit den australischen Aborigines und den Melanesiern verwandt sind. Diese Verbindung hätte demnach mit hoher Wahrscheinlichkeit vor dem Kontakt zwischen der amerikanischen Urbevölkerung und Europäern und der in den Jahrzehnten und Jahrhunderten danach folgenden Einbeziehung Amerikas in globale Migrationsströme stattgefunden. Demgegenüber beschreibt die Science-Studie die traditionelle Verbreitung der amerikanischen Ureinwohner, kann diese aber besser als bisher datieren. Sie findet einen kleinen Anteil von australo-melanesischer DNA sowohl im Amazonasgebiet wie auf den Aleuten in lebenden Nachfahren von Ureinwohnern. Allerdings finden die Autoren diese Herkunft nicht in der erstmals untersuchten aDNA aus Knochen von 17 Menschen aus bereits vor mehreren Jahrhunderten ausgestorbenen Bevölkerungsgruppen, deren ungewöhnliche Kopfformen erst den Verdacht einer Nähe zu Australo-Melanesiern aufkommen ließ. Daher kommen sie abweichend von der Nature-Studie zum Schluss, dass die australo-melanesische DNA erst in jüngerer Zeit durch historische Kontakte in die amerikanische Bevölkerung eingebracht wurde.
Neuere Datierungen der Funde in den Bluefish-Höhlen im Grenzgebiet zwischen Alaska und dem kanadischen Yukon-Territorium mit einem Alter von 24.000 Jahren cal B.P. bestätigen 2016 eine schon vorher diskutierte Theorie, nach der die ersten Menschen auf dem amerikanischen Kontinent schon auf dem Höhepunkt der letzten Vereisung nach Beringia eingewandert sind. In der Kombination mit schon bekannten genetischen Daten lässt sich annehmen, dass eine kleine, genetisch isolierte Bevölkerung mit nur rund 1000 bis 2000 Frauen für einige tausend Jahre in Alaska und unmittelbar benachbarten Regionen lebte. Erst vor etwa 15.000 Jahren hätten sich die Menschen dann nach Süden verbreitet, wobei der eisfreie Korridor zwischen den vergletscherten Küstenbergen und dem Laurentidischen Eisschild erst gegen 13.000 cal B.P. passierbar gewesen sein dürfte. Eine Ausdehnung entlang der Küste könnte schon früher erfolgt sein, vielleicht sogar schon um 16.000 cal B.P.

### Wissenschaftlich diskutierte Theorien
- Erstbesiedlung der südamerikanischen Pazifikküste: Funde weisen nach Ansicht einiger Forscher darauf hin, dass Menschen aus den Gebieten des heutigen Japans, Chinas und Südostasiens schon am Ende der letzten Eiszeit über den Pazifik gefahren sein könnten. Umstrittene Datierungen von bis zu 15.000 BP an Feuerstellen mit Steinwerkzeugen und Knochen stammen vom Fundplatz Monte Verde in Chile. Der unter Leitung des Archäologen Tom Dillehay von der University of Kentucky untersuchte Fundplatz biete Anzeichen dafür, dass eine Besiedelung von Patagonien und der chilenischen Küste aus erfolgte.[26][27]

- Erstbesiedlung der südamerikanischen Atlantikküste: In der Serra da Capivara, einem Nationalpark im Südosten des brasilianischen Bundesstaates Piauí, untersuchte Niède Guidon Felsmalereien und fand Spuren menschlicher Besiedelung, die vermutlich älter als 30.000 Jahre sind.[28] Das hohe Alter der naturwissenschaftlichen Datierungen ist jedoch umstritten, wie auch das von anderen südamerikanischen Felsbildern.

- Ozeanien-Theorie: Demnach hatten Seefahrer vom Südpazifik her den Stillen Ozean überquert und wären an den Westküsten Nordamerikas bzw. Südamerikas gelandet. Für diese Theorie wird von manchen der 11.000 bis 11.500 Jahre alte Frauen-Schädel von Luzia in Brasilien herangezogen, in dem einige Wissenschaftler austro-melanesische Züge erkennen, auch wenn diese Einordnung von dem brasilianischen Anthropologen der Universität von São Paulo, Walter Neves, der den Schädel von Luzia analysiert hat, abgelehnt wird.[29] Das würde bedeuten, die Frau sei mit den heutigen Bewohnern des Südwestpazifiks (Mikronesien, Melanesien, Australien, Philippinen) verwandt. Aufgrund der gut datierten Ankunftszeiten der Polynesier auf den verschiedenen pazifischen Inselgruppen (die relativ nahe an Amerika gelegenen Inselgruppen wie Hawaii oder die Osterinsel wurden vor nicht mehr als 1500 Jahren erreicht) sowie mangelnder sprachlicher, genetischer und kultureller Gemeinsamkeiten zwischen Polynesiern und Indianern ist aber auszuschließen, dass Südamerika direkt von den südpazifischen Inseln oder Australien her besiedelt wurde. Wahrscheinlicher ist, dass austro-melanesische Gruppen früher auch weiter im Norden lebten (etwa heute noch die „Negritos“ der Philippinen) und von hier aus via nordpazifische Küsten schon früh Amerika erreichten (vgl. Küsten-Theorie und die Theorie der Besiedelung von Südamerika her).

- Einige Archäologen machen Knochenfunde der Bluefish-Höhlen im kanadischen Territorium Yukon als älteste Besiedlungsnachweise Nordamerikas geltend.[30] Archäologische Forschungen seit den 1970er Jahren konnten in diesen Höhlen die Anwesenheit von Menschen seit mindestens 8000 v. Chr. nachweisen. Die Annahme der dort ausgrabenden Archäologen, auch bis zu 25.000 Jahre alte Knochen seien von Menschen manipuliert,[31] sowie zwei als Abschläge angesehene Steine werden von der Scientific Community der Archäologie nach wie vor einhellig abgelehnt. Seit den bis zu 30.000 Jahre alten Funden an der Yana Rhinoceros Horn Site (kurz: Yana RHS) nahe der Mündung des Flusses Jana in Ostsibirien[1] erhält die Diskussion ältester Fundstellen im Nordwesten Amerikas jedoch neuen Aufwind.[32][2]

- Kon Tiki: Thor Heyerdahl zeigte 1947 durch die Kon-Tiki-Expedition, dass mit prähistorischen Mitteln der Pazifische Ozean zwischen Südostasien, der Osterinsel und der mittleren südamerikanischen Küste befahren werden konnte. Aussagen über die tatsächliche Herkunft sind damit nicht verbunden.

- Atlantik-Theorie, auch Solutréen-Hypothese: Die Steinwerkzeuge der Clovis-Kultur haben eine gewisse Ähnlichkeit mit Steingeräten der Solutréen-Kultur, einer Kultur, die im Zeitraum von ca. 22.000 bis 16.500 vor heute in den heutigen Gebieten Frankreichs, Portugals und Spaniens beheimatet war. Diese Tatsache lässt daher auch eine direkte Einwanderung aus Europa in Erwägung ziehen, wenn man außer Acht lässt, dass eine zeitliche Lücke von ca. 5000 Jahren zwischen dem Ende der Solutreen- und dem Beginn der Clovis-Kultur besteht. Dieser Theorie zufolge fuhren die Einwanderer über den Atlantik an der weit in den Süden reichenden Polarkappe entlang und landeten an der Ostküste Nordamerikas.[33][34] Die Theorie wurde erstmals vom Linguisten Richard Fester vertreten, der sie mit Ähnlichkeiten europäischer und nordamerikanischer Sprachen, die allerdings sprachwissenschaftlich umstritten sind, begründete.[35] Eine neue systematische Zusammenstellung der archäologischen Erkenntnisse betreiben die beiden Archäologen Dennis Stanford vom Smithsonian National Museum of Natural History in Washington und Bruce Bradley von der University of Exeter seit etwa 2002. In der Publikation Across Atlantic Ice – The Origin of America’s Clovis Culture von 2012 werden neben den Fertigungsmerkmalen und der Parallele in der Werkzeugdeponierung insbesondere auch eine steinerne Blattspitze mit allen Merkmalen der Solutreén-Artefakte ausführlich vorgestellt, die in den 1970er Jahren vor der Küste Neu-Englands gefunden wurde.[36] Die Solutréen-Theorie in der Form von Stanford und Bradley wurde schon 2005 inhaltlich zurückgewiesen, weil sie nur auf technisch bedingte Ähnlichkeiten einginge und die wesentlich überwiegenden Unterschiede missachte.[37] Seit 2014 kann sie nach der DNA-Analyse des Clovis-Fundes von Anzick nicht mehr vertreten werden.[19]

- Wesentlich ältere Funde: An verschiedenen Fundorten in Nord- und Südamerika (Monte Verde, Chile; Serra da Capivara, Brasilien;  Arroyo del Vizcaino, Uruguay; Bluefish-Höhlen, Yukon; Cactus Hill, Virginia; Cerutti Mastodon bei San Diego, Kalifornien und anderen) wurden Fundsituationen auf wesentlich vor 15.000 Jahren datiert. Deren Alter liegt mal nur rund 1500 Jahre vor den etablierten Fundzusammenhängen, mal werden Funde in 130.000 Jahre alten Schichten (Cerutti Mastodon) als Artefakte und Ergebnis menschlicher Aktivität gedeutet.[38] Keiner dieser Funde enthält menschliche aDNA in ungestörter Stratigraphie. Immer werden Fundsituationen als durch Menschen beeinflusst beschrieben. In Cerutti Mastodon werden auf komplexe Weise gebrochene Markknochen eines Mastodon und benachbart gefundene Steine als Ergebnis einer anderswo und in anderer Zeitstellung als spezifische Methode zur Extraktion von Knochenmark zum Verzehr erkannten menschlichen Tätigkeit gedeutet. Im Juli 2020 erschienen in Nature zwei Studien und zwei Fachaufsätze, die sich auf wesentlich frühere Datierungen beziehen. In der Chiquihuite-Höhle im nördlichen Mexiko wurden fast 2000 Steinwerkzeuge ausgegraben, von denen 239 in Schichten gefunden wurden, die auf ein Alter von 32.000 bis 25.000 Jahren datiert werden konnten.[39] Diese Funde und eine große Zahl weiterer besonders früh datierter Funde wurden in der zweiten Studie zusammengefasst und statistisch ausgewertet. Die Autoren kommen zu dem Ergebnis, dass vor 15.000 Jahren Amerika bereits flächendeckend besiedelt gewesen sein muss und es schon vorher eine dünne, lokale Besiedlung gegeben hätte.[40] Beide Studien wurden in den begleitenden Aufsätzen kritisiert. Entgegen den Feststellungen der Ausgräber in der Chiquihuite-Höhle sei keinesfalls sicher, dass es sich bei den gefundenen Steinen um menschliche Artefakte handele, sie könnten natürlichen Ursprungs sein. Menschliche DNA wurde ausdrücklich nicht gefunden.[41] Zudem sind fast alle Datierungen in der statistischen Auswertung für sich umstritten.[41] Das Problem dieser sehr frühen Datierungen ist, dass es keine Erklärung gibt, wann und wie Menschen zu so früher Zeit Amerika erreicht haben sollen.[42] Für die Datierungen um 30.000 Jahre Before Present wird angeführt, dass eine Migration entlang der Küsten schwer nachweisbar wäre, weil durch den Meeresspiegelanstieg die Fundorte heute unter Wasser liegen.[43]

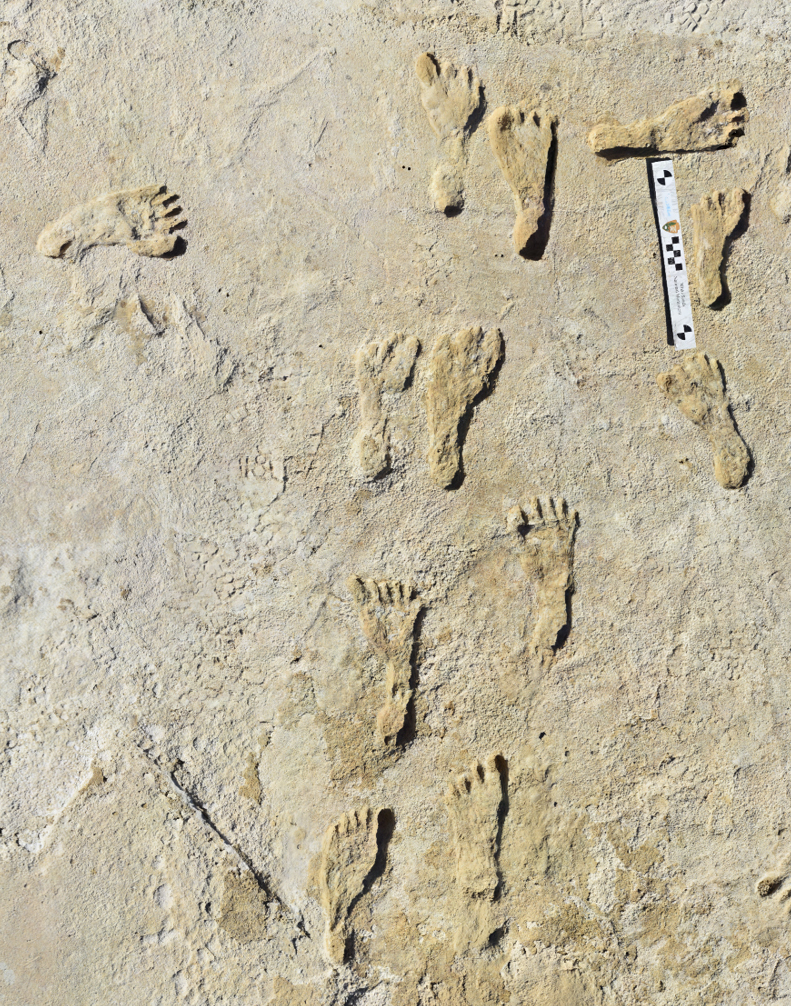
Fußabdrücke im White-Sands-Nationalpark

- Im Jahr 2009 wurden in einem ausgetrockneten Seebett im heutigen White-Sands-Nationalpark, New Mexico, fossile Fußabdrücke des anatomisch modernen Menschen (Homo sapiens) entdeckt.[44] Über Samen der Wasserpflanze Ruppia cirrhosa in den Abdrücken konnten die Spuren 2021 indirekt auf ein Alter von rund 23.000 Jahren datiert werden. Das wäre nahe dem Höhepunkt der letzten Kaltzeit und damit fast 10.000 Jahre früher als bisherige gesicherte Datierungen des Menschen in Nordamerika.[45] Anfang 2023 wurde die Datierung in Frage gestellt,[46] im Oktober 2023 anhand neuer Datierungen jedoch im Grundsatz bestätigt.[47]

### Außerwissenschaftliche Hypothesen
Seit Neue und Alte Welt dauerhaft Kontakt haben, also seit den Fahrten des Kolumbus, wurden zahlreiche Hypothesen und Theorien über mögliche präkolumbische Kontakte aufgestellt. Die meisten dieser Theorien sind entweder widerlegt oder fußen auf schwachen Indizien und weisen starke Widersprüchlichkeiten auf, so dass die Fachwelt diese im Allgemeinen rundheraus ablehnt. Viele der Theorien basieren auf geschichtsrevisionistischen Vorstellungen. Einige der populärsten oder historisch am stärksten verfochtenen Thesen seien hier vorgestellt.
- Die Atlantis-Theorie und davon abgeleitete Theorien: Diese Theorien aus dem 19. und 20. Jahrhundert gehen davon aus, dass Amerika von heute nicht mehr existierenden Erdteilen wie Atlantis aus besiedelt worden ist. Entsprechende Vermutungen stützen sich beispielsweise auf die Mythologie der Hopi-Indianer. Die „Landbrücken-Hypothese“ und „Gebiete ewigen Frühlings“ werden schon seit Jahrtausenden beschrieben (Atlantis) und sind wissenschaftlich eindeutig widerlegbar. So ist Grönland seit mindestens 200.000 Jahren vereist (Greenland Ice Core Project) und eine Landbrücke zwischen Europa und Amerika gibt es seit der Entstehung des Atlantik durch Kontinentaldrift und der Ozeanbodenspreizung seit ca. 135 Millionen Jahren nicht mehr.

- Die Bibel-Theorie: In der Kolonialzeit versuchte man die Frage der Besiedlung Amerikas mit Hilfe der Bibel zu beantworten. So dachte man beispielsweise, dass die Indianer von den zehn jüdischen Stämmen abstammen, die aus Israel vertrieben wurden.

- Die Buch-Mormon-Theorie: In diesem religiösen Buch von Joseph Smith wird die Besiedlung Amerikas im Anschluss an den Turmbau zu Babel beschrieben. Diese ersten Einwanderer (Jarediten) vernichteten sich in Bürgerkriegen. Weiter berichtet das Buch von zwei Gruppen von Israeliten, die unabhängig voneinander mit Schiffen ca. 600 v. Chr. nach Amerika kamen. Diese Völker trafen ca. 300 v. Chr. aufeinander. Nach verschiedenen Spaltungen und Wiedervereinigungen wurde der Teil des Volkes, der die Aufzeichnungen führte, vernichtet.

- Die Madoc-Theorie: Der Legende nach ist der walisische Prinz Madoc 1169 einem Erbstreit ausgewichen und westwärts gesegelt. Er soll bis nach Mobile Bay im heutigen US-Bundesstaat Alabama vorgestoßen sein. Anschließend kehrte er nach Wales zurück, um ein Jahr später erneut nach Amerika aufzubrechen. Mit seiner Gruppe soll er sich im Gebiet von Georgia, Kentucky oder Tennessee niedergelassen haben. Verfechter dieser Theorie sehen etliche Hinweise, wonach die Mandan die Nachfahren dieser Gruppe sind. So ähnelte die Sprache der Mandan dem Walisischen, ihre Kultur habe walisische Elemente enthalten, ihre Mythologie habe ungefähr der Madoc-Geschichte entsprochen und George Rogers Clark, der Bruder von William Clark, habe 1799 in Indiana einen Grabstein mit dem Datum 1186 entdeckt. Beim Stein exhumierte man sechs Skelette, die auf einer Brustplatte aus Messing das walisische Wappen eingraviert gehabt hätten.[48]

## Belegte spätere Besiedlungsetappen
Die erste wissenschaftlich belegte europäische Ansiedlung in Amerika fand etwa um 1000 n. Chr. durch die Wikinger statt.

### Wikinger
Gemäß einer isländischen Saga segelte im Jahre 1000 oder 1001 n. Chr. der Wikinger Leif Eriksson von Grönland nach Amerika. Er landete vermutlich in Neufundland. Der Saga nach hatte bereits 15 Jahre vorher ein Bekannter von Eriksson namens Bjarni Herjólfsson Amerika entdeckt, nachdem er sich auf offener See verirrte. Allerdings war Herjólfsson nicht in Amerika gelandet, sondern war ohne anzuhalten weiter nach Grönland gefahren. Leif Eriksson hatte sich für seine Fahrt nach Amerika von Herjólfsson beraten lassen. Eriksson und seine Männer bauten an der Küste Häuser und überwinterten an einem Küstenstreifen, den sie Vinland nannten. Im nächsten Frühjahr segelten sie zurück nach Grönland. Während Leif die Nachfolge seines Vaters Erik des Roten als Führer von Brattahlíð antrat, fuhr sein Bruder Thorvald nach Amerika, fand die Häuser von Leif, wurde aber in einem Streit mit der einheimischen Bevölkerung getötet. Sein Steuermann überbrachte die Nachricht seines Todes zwei Jahre später nach Grönland. Thorstein, ein weiterer Bruder Leifs, folgte der Route der beiden, fand Amerika aber nicht und kehrte erfolglos zurück.
Im Jahre 1006 unternahm der Isländer Thorfinn Karlsefni, der inzwischen die Witwe von Thorstein geheiratet hatte, den ersten wirklichen Versuch, Amerika zu kolonisieren. Mit drei Schiffen und 250 Personen segelte er nach Vinland, wo er die verlassenen Hütten von Leif fand. Nach anfänglich freundschaftlichem Kontakt zur einheimischen Bevölkerung kam es zu Spannungen und bald zu gegenseitigen Angriffen, bei denen die meisten Wikinger starben. Die Überlebenden harrten zwei weitere Jahre in Vinland aus, bevor sie nach Grönland zurückkehrten.
Es folgte ein letzter Versuch durch Leifs Halbschwester Freydis Eriksdóttir. Kaum in Vinland angelangt, zerstritten sich die Wikinger aber untereinander.

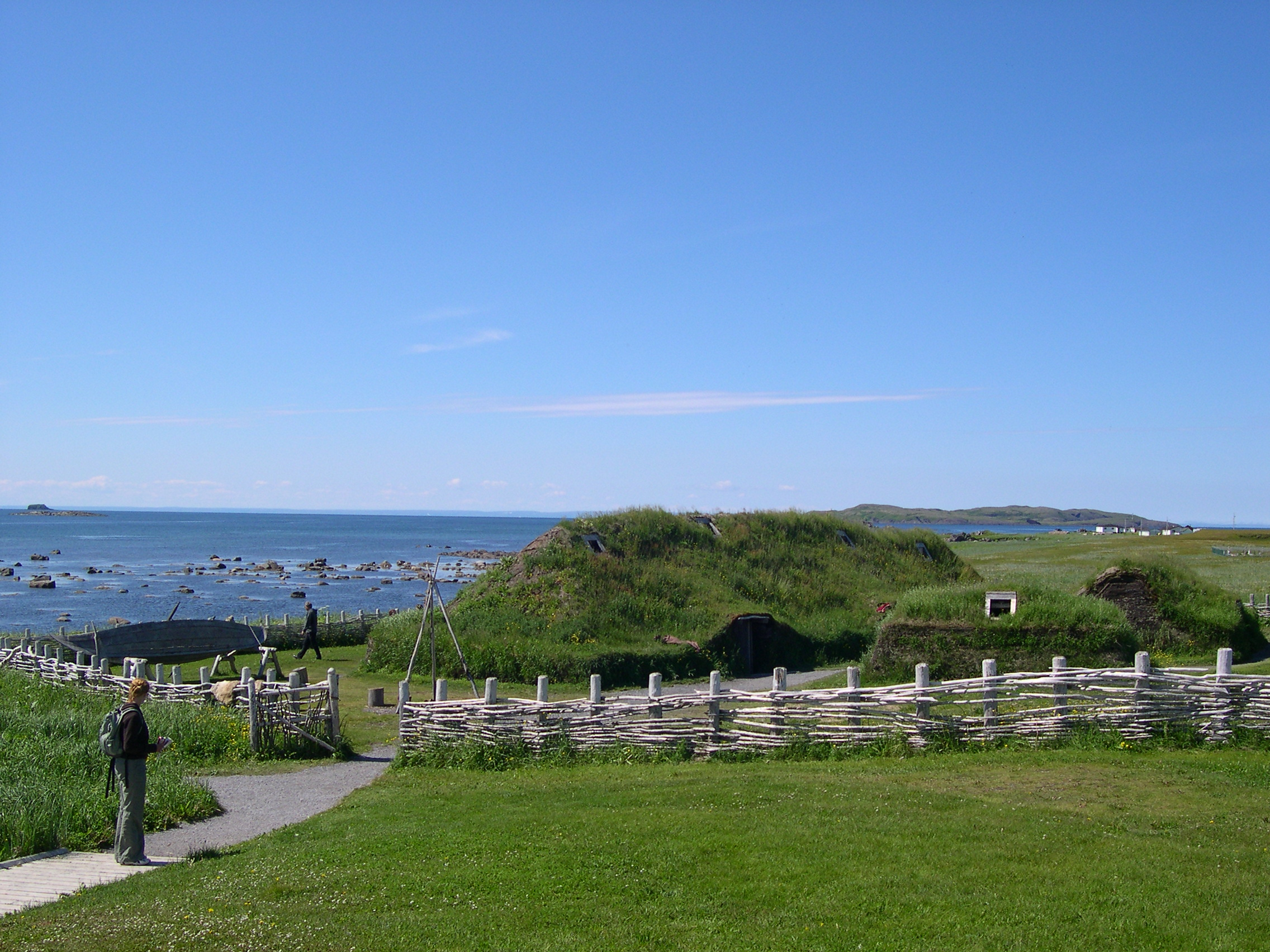
Rekonstruktion einer Wikingersiedlung in Vinland in L’Anse aux Meadows (Neufundland)

Teile dieser Saga wurden wissenschaftlich bestätigt. Leifs Beschreibung von Amerika stimmt exakt mit den tatsächlichen Gegebenheiten überein. 1961 grub man in L’Anse aux Meadows (Neufundland) eine Wikingersiedlung aus. Die Forscher gehen davon aus, dass es sich um die von Leif Eriksson angelegten Häuser handelte.
Die isländischen Annalen berichten über weitere Reisen nach Amerika, unter anderem von einem Bischof namens Erik Gnupsson im Jahre 1121 und von Priestern im 13. Jahrhundert. Die letzte Schilderung beruft sich auf eine Überfahrt im Jahre 1347. Ob diese Wikinger in Amerika blieben oder nach Europa zurückkehrten, ist ungeklärt.
Es gibt Hinweise auf weiter nach Süden, entlang der nordamerikanischen Atlantikküste, führende Fahrten der Wikinger. Im Maine State Museum in Augusta wird eine aus der Zeit 1065 bis 1080 stammende Wikingermünze ausgestellt, die in Maine ausgegraben wurde.

### Christoph Kolumbus
Im Jahr 1492 traf der genuesische Seefahrer Christoph Kolumbus bei dem Versuch, einen neuen Seeweg nach Indien zu finden, in Amerika ein. Es folgte das, was – historisch ungenau – als die Entdeckung Amerikas bezeichnet wird. Der Doppelkontinent wurde nach und nach von europäischen Mächten in Besitz genommen und kolonialisiert.
Die einheimische indigene Bevölkerung mitsamt ihren Kulturen wurde dabei zurückgedrängt. Europäische Einwanderer und als Sklaven verschleppte (Schwarz-)Afrikaner sowie deren Nachkommen sollten fortan nahezu den gesamten Kontinent prägen.

## Dokumentarfilme
- Auf den Spuren der ersten Amerikaner. (Originaltitel: Amérique: la nouvelle histoire des premiers hommes.) TV-Dokumentation in HD von Robin Bicknell (Regie), Kanada / Frankreich 2020, deutsche Synchronfassung für Arte 2023 (permanent abrufbar auf: youtube.com).